# Rhyacophila nagaokaensis
Rhyacophila nagaokaensis là một loài Trichoptera trong họ Rhyacophilidae. Chúng phân bố ở miền Cổ bắc.